# North Cornwall (circonscription britannique)
Circonscription parlementaire de la Chambre des communes
La circonscription de North Cornwall est une circonscription électorale anglaise située en Cornouailles, et représentée à la Chambre des communes du Parlement britannique depuis 2015 par Scott Mann du Parti conservateur.

## Géographie
La circonscription comprend :
- Les villes de Launceston, Bude, Wadebridge, Padstow et Bodmin
- Les villages de Egloshayle, Tintagel, Boscastle, Otterham, St Minver, St Tudy, St Mabyn, St Teath et St Endellion

## Députés
Les Members of Parliament (MPs) de la circonscription sont :
| Législature                        | Années       | Député               | Député                 | Parti             |
| ---------------------------------- | ------------ | -------------------- | ---------------------- | ----------------- |
| North Cornwall issue de Launceston |              |                      |                        |                   |
| 31e                                | 1918–1922    |                      | George Croydon Marks   | Libéral           |
| 32e                                | 1922–1923    |                      | George Croydon Marks   | Libéral           |
| 33e                                | 1923–1924    |                      | George Croydon Marks   | Libéral           |
| 34e                                | 1924–1929    |                      | Alfred Martyn Williams | Conservateur      |
| 35e                                | 1929–1931    |                      | Donald Maclean         | Libéral           |
| 36e                                | 1931–1932    |                      | Donald Maclean         | Libéral           |
| 36e                                | 1932-1935    | Francis Dyke Acland  |                        | Libéral           |
| 37e                                | 1935–1939    | Francis Dyke Acland  |                        | Libéral           |
| 37e                                | 1939-1945    | Thomas Lewis Horabin |                        | Libéral           |
| 38e                                | 1945–1946    | Thomas Lewis Horabin |                        | Libéral           |
| 38e                                | 1946-1947    | Thomas Lewis Horabin |                        | Indépendant       |
| 38e                                | 1947-1950    | Thomas Lewis Horabin |                        | Travailliste      |
| 39e                                | 1950–1951    |                      | Harold Roper           | Conservateur      |
| 40e                                | 1951–1955    |                      | Harold Roper           | Conservateur      |
| 41e                                | 1955–1959    |                      | Harold Roper           | Conservateur      |
| 42e                                | 1959–1964    | James Scott-Hopkins  |                        | Conservateur      |
| 43e                                | 1964–1966    | James Scott-Hopkins  |                        | Conservateur      |
| 44e                                | 1966–1970    |                      | John Pardoe            | Libéral           |
| 45e                                | 1970–1974    |                      | John Pardoe            | Libéral           |
| 46e                                | 1974–1974    |                      | John Pardoe            | Libéral           |
| 47e                                | 1974–1979    |                      | John Pardoe            | Libéral           |
| 48e                                | 1979–1983    |                      | Gerry Neale            | Conservateur      |
| 49e                                | 1983–1987    |                      | Gerry Neale            | Conservateur      |
| 50e                                | 1987–1992    |                      | Gerry Neale            | Conservateur      |
| 51e                                | 1992–1997    |                      | Paul Tyler             | Libéral-démocrate |
| 52e                                | 1997–2001    |                      | Paul Tyler             | Libéral-démocrate |
| 53e                                | 2001–2005    |                      | Paul Tyler             | Libéral-démocrate |
| 54e                                | 2005–2010    | Dan Rogerson         |                        | Libéral-démocrate |
| 55e                                | 2010–2015    | Dan Rogerson         |                        | Libéral-démocrate |
| 56e                                | 2015–2017    |                      | Scott Mann             | Conservateur      |
| 57e                                | 2017–2019    |                      | Scott Mann             | Conservateur      |
| 58e                                | 2019–Présent |                      | Scott Mann             | Conservateur      |